# Кетроваара
Ке́трова́ара (фин. Ketrovaara) — посёлок в составе Элисенваарского сельского поселения Лахденпохского района Республики Карелия.

## Общие сведения
Расположен на берегу реки Паюоя.
 Через посёлок проходит дорога местного значения 86К-122 («Элисенваара — Тоунан»). Расстояние до Элисенваары — 11 км, до города Лахденпохья — 44 км.

## Население
| 2002 | 2009 | 2010 | 2013 |
| ---- | ---- | ---- | ---- |
| 134  | ↘130 | ↘105 | ↘92  |

## Улицы
- ул. Лесная
- ул. Мира